# Zbyněk Brynych
Zbyněk Brynych est un réalisateur tchèque né le 13 juin 1927 à Karlovy Vary, et décédé le 24 août 1995 à Prague (République tchèque).

## Biographie
À partir de 1969, il tourne en Allemagne de l'Ouest. À la fin de sa vie, il a beaucoup tourné pour des séries télévisées comme Inspecteur Derrick ou Le Renard.

## Filmographie
- 1951 : Slysí te neprítel
- 1953 : Neprojdou
- 1958 : Les Amants du faubourg (Žižkovská romance)
- 1959 : Pet z miliónu
- 1960 : Smyk
- 1960 : Letecký den
- 1961 : Kazdá koruna dobrá
- 1962 : Neschovávejte se, kdyz prsí
- 1962 : Transport du paradis (Transport z ráje)
- 1964 : Et le cinquième cavalier, c'est la peur (A pátý jezdec je strach)
- 1964 : Místo v houfu
- 1965 : Souhvezdí panny
- 1965 : Tempo první lásky
- 1966 : Transit Carlsbad
- 1967 : Já, spravedlnost (en)
- 1968 : Dialogue 20-40-60 (Dialóg 20-40-60)
- 1969–1970 : Der Kommissar (série télévisée) (4 épisodes)
- 1969 : Amerika oder der Verschollene (TV)
- 1970 : O Happy Day (de)
- 1970 : Fille de prostituée (de) (Engel, die ihre Flügel verbrennen)
- 1970 : Les Mantes religieuses (Die Weibchen)
- 1971 : Die Nacht von Lissabon (TV)
- 1972 : Oáza
- 1973 : Jakou barvu má láska
- 1974 : Noc oranzových ohnu
- 1975 : Profesori za skolou
- 1975 : Romance za korunu (cs)
- 1975–1994 : Inspecteur Derrick (série télévisée) (37 épisodes)
- 1977–1988 : Polizeiinspektion 1 (série télévisée) (39 épisodes)
- 1977 : Hnev
- 1978–1994 : Le Renard (série télévisée) (45 épisodes)
- 1978 : Stíhán a podezrelý
- 1979 : Kdo prichází pred pulnocí
- 1980 : Der ganz normale Wahnsinn (série télévisée)
- 1985 : Mravenci nesou smrt
- 1985 : Polocas stestí

## Récompenses et distinctions
- Festival de Cannes 1958 : Sélection officielle, en compétition pour Les Amants du faubourg.
- Festival international du film de Locarno 1963 : Léopard d'or pour Transport from Paradise.